# Trastorno por estrés postraumático
El trastorno por estrés postraumático o TEPT es un trastorno mental clasificado dentro del grupo de los trastornos relacionados con traumas y factores de estrés (DSM V).
Se caracteriza por la aparición de síntomas específicos tras la exposición a un acontecimiento estresante, extremadamente traumático, que involucra un daño físico o es de naturaleza extraordinariamente amenazadora o catastrófica para el individuo.
El TEPT puede desarrollarse poco después en la persona que haya sido expuesta a uno o más sucesos traumáticos de índole diversa; tales como la exposición al dolor ocasionado por una guerra vivida por un soldado, abuso infantil, agresión sexual, amenazas de muerte inminentes o presenciar un asesinato. Los síntomas pueden incluir pensamientos, sentimientos o sueños perturbadores relacionados con los eventos traumáticos, angustia física o mental debido a señales relacionadas con el trauma, intentos de evitar señales relacionadas con el trauma, alteraciones en la forma de pensar y sentir de una persona, y un aumento en la respuesta de lucha o huida. Estos síntomas duran más de un mes después del evento.

## Introducción
El TEPT (trastorno por estrés postraumático) se genera por una experiencia vivida durante la vida mucho tiempo atrás, un aumento tan grande de excitación que fracasa toda posibilidad de elaboración de rutas de escape. Entonces el psiquismo, al ser incapaz de descargar una excitación tan intensa, es incapaz de controlarla y ello origina efectos patógenos y trastornos duraderos. El TEPT es el conjunto de los síntomas que aparecen como consecuencia de este hecho traumático.
Es una severa reacción emocional a un trauma psicológico extremo. El término TEPT engloba dos aspectos bien definidos: por una parte, una respuesta de estrés que naturalmente es patológica, y por otra el trauma. Estrés es un concepto científico que alude a una respuesta inespecífica del organismo ante una demanda. Frente a un estresor el organismo responderá buscando la adaptación y el equilibrio (homeostasis). El factor estresante puede involucrar la muerte de alguien, alguna amenaza a la vida del paciente o de alguien más, un grave daño físico o algún otro tipo de amenaza a la integridad física o psicológica, a un grado tal que las defensas mentales de la persona no pueden asimilarlo.
En algunos casos, puede darse también debido a un profundo trauma psicológico o emocional y no necesariamente algún daño físico, aunque generalmente involucra ambos factores combinados. Si una madre o un padre es afectado, el TEPT puede causar consecuencias negativas para la relación padres-hijo y el desarrollo del niño.
Los grupos de personas con alto riesgo de sufrir trastorno de estrés postraumático son los veteranos de guerra y las personas que han sufrido abusos sexuales.

## Historia
La comprensión científica del trauma psicológico ha presenciado una evolución constante desde el siglo XIX hasta la actualidad, diversos términos han sido acuñados en el esfuerzo por categorizar este fenómeno, así como múltiples teorías explicativas a menudo contrapuestas entre sí. En 1889, Herman Oppenheim un neurólogo alemán produce el término «neurosis traumática», este padecimiento era explicado de manera organicista por cambios sutiles a nivel molecular en el sistema nervioso. A nivel sintomatológico se asociaban las alteraciones cardiovasculares con el trauma. Una explicación de causas biológicas funcionaba bien en los ambientes militares en los cuales tal concepción de la enfermedad facilitaba una explicación razonable a la otrora considerada mera cobardía.
Pierre Janet propuso en 1904 que la apropiada categorización e integración de las memorias de experiencias pasadas le permite a las personas desarrollar esquemas cognitivos que los preparan para afrontar los retos subsecuentes; es entonces que cuando una persona experimenta emociones violentas y se ve incapaz de acomodarlas con los esquemas existentes, que se puede dar una especie de ruptura de la consciencia al no poder integrar la memoria de la experiencia. Fue así que nació la primera explicación de lo que hoy conocemos como TEPT, como una falla en la integración de la memoria debido a una excitación emocional extrema. Janet también observó que las personas traumatizadas reaccionaban ante los estímulos relacionados al trauma de manera que podría haber sido relevante en el evento original, pero que en la actualidad no poseía un valor adaptativo.

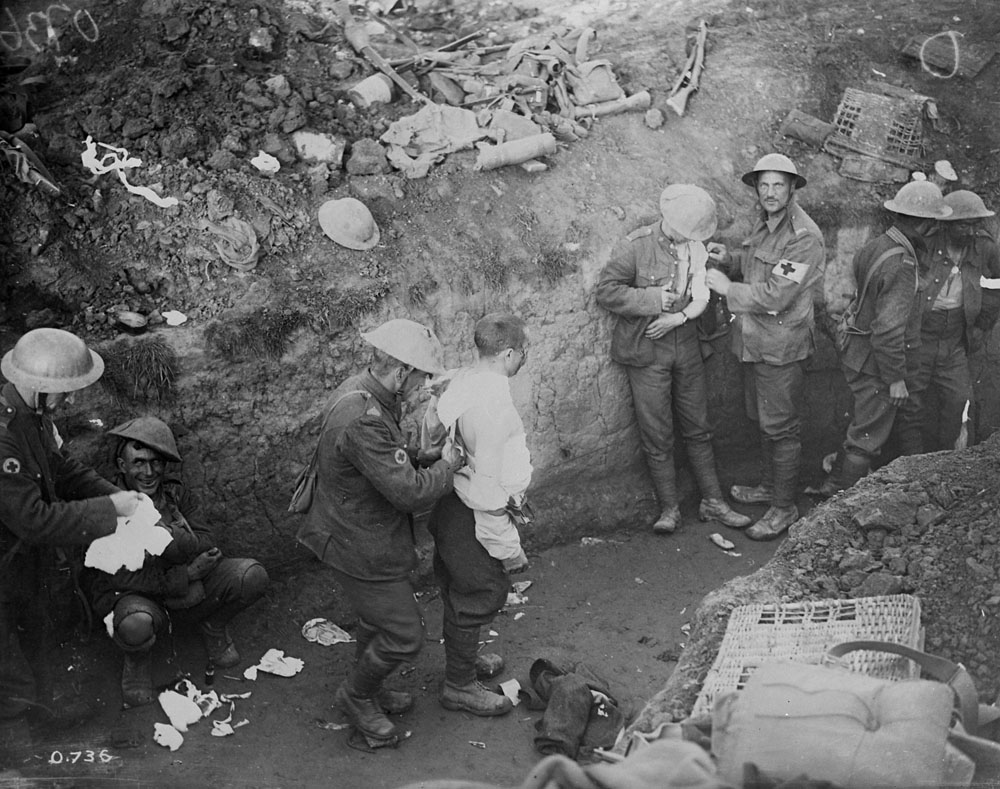
Soldados canadienses en una trinchera durante la batalla de Flers–Courcelette en la Primera Guerra Mundial. Esta fotografía ha ganado reconocimiento por presuntamente mostrar a una persona sufriendo una crisis por estrés postraumático (hincado en la esquina inferior izquierda)

Es precisamente en el contexto de la guerra donde surge el siguiente término destacable del Shell Shock descrito por Charles Samuel Myers en 1915 como una afección nerviosa derivada de la exposición constante al bombardeo de artillería por los soldados en el frente, este término perduraría hasta la Segunda Guerra Mundial, periodo en el cual fue cuestionado al resultar también evidente que la sintomatología de este fenómeno no se observaba solo en soldados o veteranos lo cual puso en entredicho su etiología. En 1941 Kardiner publicó Las Neurosis traumáticas de la guerra, donde habló del «síndrome traumático patológico» en el cual las personas expuestas al trauma tenían una percepción alterada de sí mismos en relación con el medio ambiente, teniendo una fijación en el evento traumático, hábitos de sueño atípicos, irritabilidad crónica y reacciones desadaptativas. Además, reconoció la diversidad en los orígenes del trauma y las dificultades para llevar a cabo una psicoterapia que pudiera hacer consciente la naturaleza del trauma al paciente en un intento de sanar este trauma.
El final de la Segunda Guerra Mundial trajo como consecuencia el reto de dar tratamiento a millones de personas expuestas a eventos traumáticos. Resulta destacable el estudio de los supervivientes de campos de concentración dio origen al «síndrome de campo de concentración» donde se observaron los efectos devastadores de estas experiencias traumáticas crónicas en la salud mental y física de las personas, así como la relación entre la falta de verbalización de los eventos traumáticos y la imposibilidad de procesarlos adecuadamente. Posteriormente tras algunas décadas de poco avance, es en el contexto del final de la guerra de Vietnam, además de diversos estudios científicos con personas traumatizadas en ambientes civiles, que finalmente en una serie de esfuerzos de la Sociedad Psiquiátrica Americana en 1980 se incluye el término Trastorno por estrés postraumático dentro del El Manual de diagnóstico y estadístico de trastornos mentales tercera edición (DSM-III), incluyendo como criterios diagnósticos 27 síntomas comunes de las «neurosis traumáticas». Este trabajo fue altamente influenciado por las investigaciones de Kardiner, civiles traumatizados y más de 700 casos clínicos de veteranos de Vietnam.
Para la clasificación dentro del DSM-IV en 1994 se incluyeron una mayor cantidad de estudios científicos sistematizados para filtrar y refinar los criterios diagnósticos.
Dentro del DSM-V publicado en 2013, se llevó a cabo una reconceptualización del trastorno, llevando de la categoría de trastornos de ansiedad a la nueva categoría de trastornos relacionados al trauma y estrés, además se agregaron, removieron y revisaron algunos de los criterios sintomatológicos, añadiendo además la detección de dos subtipos del TEPT: disociativo y preescolar. Este proceso constituyó un trabajo de 5 años por parte de 15 expertos en el tema cuyo objetivo fue refinar el diagnóstico del trastorno basándose en las evidencias científicas recopiladas desde la publicación del último manual.
Una revisión sistemática de 40 estudios, llevados a cabo entre 1993 y 2017 en Estados Unidos, Reino Unido y Australia, evaluó los efectos del despliegue militar sobre la salud mental. Los resultados indican que el despliegue de operaciones tiene un efecto negativo sobre la salud mental del personal militar movilizado. Específicamente, en las evaluaciones realizadas después de 24 meses de la exposición, los efectos adversos son consistentes en todos los aspectos de la salud mental, especialmente en el TEPT. Esto sugiere que se deben aumentar los esfuerzos para detectar y tratar los trastornos mentales, ya que sus efectos pueden ser duraderos.

### El TEPT en lapandemia de COVID-19
La situación sanitaria vivida durante el año 2020 a nivel mundial por el COVID-19 dio lugar a que un porcentaje del personal sanitario experimentara el síndrome de estrés postraumático debido a los escenarios a los que tuvieron que enfrentarse como los dilemas morales acerca de la elección de los pacientes que recibirán respiradores en las UCIs o el contagio de familiares y amigos, los cuales supusieron un fuerte impacto psicológico. Algunos de los síntomas que experimentaban eran pesadillas nocturnas, sensación de culpa y remordimiento, aislamiento del entorno familiar o miedo entre otros. A su vez, muchas de las personas que experimentaron este síndrome padecieron simultáneamente depresión y en menor porcentaje, trastornos de pánico.
Por otro lado, con relación al resto de la población, un estudio realizado en la Universidad de Málaga acerca del estrés postraumático durante el confinamiento, indica que las personas que habían sufrido COVID-19 y en especial de forma grave, padecen mayor prevalencia en síntomas de TEPT que aquellas que no lo sufrieron.
Durante el confinamiento y como medida de ayuda y apoyo a los profesionales y demás personas que sufrían estos trastornos, se puso a disposición de la población varias iniciativas como dispositivos de atención psicológica telefónica o guías de cuidado psicológico, además del apoyo psicológico mutuo.

## Factores de riesgo
- La exposición a desastres, abusos, accidentes, asaltos y violación.[11]
- La capacidad de control sobre la situación que posea el sujeto.[12]
- La capacidad de predecir el suceso.[12]
- La amenaza percibida durante el hecho.[12]
- La dificultad de manejar el dolor en el aumento de la respuesta de cara a una situación traumática.[13]
- Cuando el hecho traumático va seguido de una pérdida (por el sentimiento de incapacidad de reducción del daño a otros o por la aparición de sentimientos de culpa) intensificará la respuesta emocional ante un trauma.[14]
- El TEPT se constituye como factor de riesgo para otras patologías médicas.[15]

## Síntomas y diagnóstico

### Trastorno de estrés postraumático [309.81] (F43.10) según DSM-5
Nota: Los criterios siguientes se aplican a adultos, adolescentes y niños mayores de 6 años. Para niños menores de 6 años, véanse los criterios correspondientes más abajo.
A. Exposición a la muerte, lesión grave o violencia sexual, ya sea real o amenaza, en una (o más) de las formas siguientes:
- Experiencia directa de los sucesos traumáticos.
- Presencia directa de los sucesos ocurridos a otros.
- Conocimiento de que los sucesos traumáticos le han ocurrido a un familiar próximo o a un amigo íntimo. En los casos de amenaza o realidad de muerte de un familiar o amigo, los sucesos han de haber sido de carácter violento o accidental.
- Exposición repetida o extrema a detalles repulsivos de los sucesos traumáticos (por ejemplo, socorristas que recogen restos humanos; policías repetidamente expuestos a detalles del maltrato infantil).

Nota: El criterio A4 no se aplica a la exposición a través de medios electrónicos, televisión, películas o fotografías, a menos que esta exposición esté relacionada con el trabajo.
B. Presencia de uno (o más) de los síntomas de intrusión siguientes asociados a los sucesos postraumáticos, que comienzan después de los sucesos traumáticos:
- Recuerdos angustiosos recurrentes, involuntarios e intrusivos de los sucesos traumáticos.

Nota: En los niños mayores de 6 años, se pueden producir juegos repetitivos en los que se expresen temas o aspectos de los sucesos traumáticos.
- Sueños angustiosos recurrentes en los que el contenido y/o el afecto del sueño está relacionado con los sucesos traumáticos.

Nota: En los niños, pueden existir sueños aterradores sin contenido reconocible.
- Reacciones disociativas (por ejemplo, escenas retrospectivas) en las que el sujeto siente o actúa como si se repitieran los sucesos traumáticos. (Estas reacciones se pueden producir de manera continua, y la expresión más extrema es una pérdida completa de conciencia del entorno presente.).

Nota: En los niños, la representación específica del trauma puede tener lugar en el juego.
- Malestar psicológico intenso o prolongado al exponerse a factores internos o externos que simbolizan o se parecen a algún aspecto de los sucesos traumáticos.
- Reacciones fisiológicas intensas a factores internos o externos que simbolizan o se parecen a algún aspecto de los sucesos traumáticos.

C. Evitación persistente de estímulos asociados a los sucesos traumáticos, que comienza tras los sucesos traumáticos, como se pone de manifiesto por una o las dos características siguientes:
- Evitación o esfuerzos para evitar recuerdos, pensamientos o sentimientos angustiosos acerca o estrechamente asociados a los sucesos traumáticos.
- Evitación o esfuerzos para evitar recordatorios externos (personas, lugares, conversaciones, actividades, objetos, situaciones) que despiertan recuerdos, pensamientos o sentimientos angustiosos acerca o estrechamente asociados a los sucesos traumáticos.

D. Alteraciones negativas cognitivas y del estado de ánimo asociadas a los sucesos traumáticos, que comienzan o empeoran después de los sucesos traumáticos, como se pone de manifiesto por dos (o más) de las características siguientes:
- Incapacidad de recordar un aspecto importante de los sucesos traumáticos (debido típicamente a amnesia disociativa y no a otros factores como una lesión cerebral, o el consumo de alcohol o drogas).
- Creencias o expectativas negativas persistentes y exageradas sobre uno mismo, los demás o el mundo (por ejemplo, «Estoy mal», «No puedo confiar en nadie», «El mundo es muy peligroso», «Tengo los nervios destrozados»).
- Percepción distorsionada persistente de la causa o las consecuencias de los sucesos traumáticos que hace que el individuo se acuse a sí mismo o a los demás.
- Estado emocional negativo persistente (por ejemplo, miedo, terror, enfado, culpa o vergüenza).
- Disminución importante del interés o la participación en actividades significativas.
- Sentimiento de desapego o extrañamiento de los demás.
- Incapacidad persistente de experimentar emociones positivas (por ejemplo, felicidad, satisfacción o sentimientos amorosos).

E. Alteración importante de la alerta y reactividad asociada a los sucesos traumáticos, que comienza o empeora después de los sucesos traumáticos, como se pone de manifiesto por dos (o más) de las características siguientes:

Veteranos con estrés postraumático

- Comportamiento irritable y arrebatos de furia (con poca o ninguna provocación) que se expresan típicamente como agresión verbal o física contra personas u objetos.
- Comportamiento imprudente o autodestructivo.
- Hipervigilancia.
- Respuesta de sobresalto exagerada.
- Problemas de concentración.
- Alteración del sueño (por ejemplo, dificultad para conciliar o continuar el sueño, o sueño inquieto).

F. La duración de la alteración (Criterios B, C, D y E) es superior a un mes.
G. La alteración causa malestar clínicamente significativo o deterioro en lo social, laboral u otras áreas importantes del funcionamiento.
H. La alteración no se puede atribuir a los efectos fisiológicos de una sustancia (por ejemplo, medicamento, alcohol) o a otra afección médica.
Especificar si:
Con síntomas disociativos: Los síntomas cumplen los criterios para el trastorno de estrés postraumático y, además, en respuesta al factor de estrés, el individuo experimenta síntomas persistentes o recurrentes de una de las características siguientes:
- Despersonalización: Experiencia persistente o recurrente de un sentimiento de desapego y como si uno mismo fuera un observador externo del propio proceso mental o corporal (por ejemplo, como si se soñara; sentido de irrealidad de uno mismo o del propio cuerpo, o de que el tiempo pasa despacio).
- Desrealización: Experiencia persistente o recurrente de irrealidad del entorno (por ejemplo, el mundo alrededor del individuo se experimenta como irreal, como en un sueño, distante o distorsionado).

Nota: Para utilizar este subtipo, los síntomas disociativos no se han de poder atribuir a los efectos fisiológicos de una sustancia (por ejemplo, desvanecimiento, comportamiento durante la intoxicación alcohólica) u otra afección médica (por ejemplo, epilepsia parcial compleja).
Especificar si:
Con expresión retardada: Si la totalidad de los criterios diagnósticos no se cumplen hasta al menos seis meses después del acontecimiento (aunque el inicio y la expresión de algunos síntomas puedan ser inmediatos).

### Trastorno de estrés postraumático en niños menores de 6 años
A. En niños menores de 6, exposición a la muerte, lesión grave o violencia sexual, ya sea real o amenaza, en una (o más) de las formas siguientes:
- Experiencia directa de los sucesos traumáticos.
- Presencia directa de los sucesos ocurridos a otros, especialmente a los cuidadores primarios.

Nota: No incluye sucesos que solamente se han visto en medios electrónicos, televisión, películas o fotografías.
- Conocimiento de que los sucesos traumáticos ha ocurrido a uno de los padres o cuidadores.

B. Presencia de uno (o más) de los síntomas de intrusión siguientes asociados a los sucesos traumáticos, que comienzan después de los sucesos traumáticos:
- Recuerdos angustiosos recurrentes, involuntarios e intrusivos de los sucesos traumáticos.

Nota: Los recuerdos espontáneos e intrusivos pueden no ser necesariamente angustiosos y se pueden expresar como recreación en el juego.
- Sueños angustiosos recurrentes en los que el contenido y/o el afecto del sueño está relacionado con los sucesos traumáticos.

Nota: Puede resultar imposible determinar que el contenido aterrador está relacionado con el suceso traumático.
- Reacciones disociativas (por ejemplo, escenas retrospectivas) en las que el niño siente o actúa como si se repitiera los sucesos traumáticos. (Estas reacciones se pueden producir de forma continua, y la expresión más extrema es una pérdida completa de conciencia del entorno presente.) La representación específica del trauma puede tener lugar en el juego.
- Malestar psicológico intenso o prolongado al exponerse a factores internos o externos que simbolizan o se parecen a un aspecto de los sucesos traumáticos.
- Reacciones fisiológicas importantes a los recordatorios de los sucesos traumáticos.

C. Ha de estar presentes uno (o más) de los síntomas siguientes, que representan evitación persistente de los estímulos asociados a los sucesos traumáticos o alteración cognitiva y del estado de ánimo asociada a los sucesos traumáticos, que comienza o empeora después de los sucesos:
- Evitación persistente de los estímulos
- Evitación o esfuerzos para evitar actividades, lugares o recordatorios físicos que despiertan el recuerdo de los sucesos traumáticos.
- Evitación o esfuerzos para evitar personas, conversaciones o situaciones interpersonales que despiertan el recuerdo de los sucesos traumáticos.

Alteración cognitiva
- Aumento importante de la frecuencia de estados emocionales negativos (por ejemplo, miedo, culpa, tristeza, vergüenza, confusión).
- Disminución importante del interés o la participación en actividades significativas, que incluye disminución del juego.
- Comportamiento socialmente retraído.
- Reducción persistente de la expresión de emociones positivas.

D. Alteración importante de la alerta y reactividad asociada a los sucesos traumáticos, que comienza o empeora después de los sucesos traumáticos, como se pone de manifiesto por dos (o más) de las características siguientes:
- Comportamiento irritable y arrebatos de furia (con poca o ninguna provocación) que se expresa típicamente como agresión verbal o física contra personas u objetos (incluidas pataletas extremas).
- Hipervigilancia.
- Respuesta de sobresalto exagerada.
- Problemas con concentración.
- Alteración del sueño (por ejemplo, dificultad para conciliar o continuar el sueño, o sueño inquieto).

E. La duración de la alteración es superior a un mes.
F. La alteración causa malestar clínicamente significativo o problemas en la relación con los padres, hermanos, compañeros u otros cuidadores, o en el comportamiento en la escuela.
G. La alteración no se puede atribuir a los efectos fisiológicos de una sustancia (por ejemplo, medicamento o alcohol) u otra afección médica.
Especificar si:
Con síntomas disociativos: Los síntomas cumplen los criterios para el trastorno de estrés postraumático y el individuo experimenta síntomas persistentes o recurrentes de uno de los cuadros siguientes:
- Despersonalización: Experiencia persistente o recurrente de un sentimiento de desapego, y como si uno mismo fuera un observador externo del propio proceso mental o corporal (por ejemplo, como si se soñara; sentido de irrealidad de uno mismo o del propio cuerpo, o de que el tiempo pasa despacio).
- Desrealización: Experiencia persistente o recurrente de irrealidad del entorno (por ejemplo, el mundo alrededor del individuo se experimenta como irreal, como en un sueño, distante o distorsionado).

Nota: Para utilizar este subtipo, los síntomas disociativos no se han de poder atribuir a los efectos fisiológicos de una sustancia (por ejemplo, desvanecimiento) u otra afección médica (por ejemplo, epilepsia parcial compleja).
Especificar si:
Con expresión retardada: Si la totalidad de los criterios diagnósticos no se cumplen hasta al menos seis meses después del acontecimiento (aunque el inicio y la expresión de algunos síntomas puedan ser inmediatos).
Para hacer el diagnóstico de trastorno de estrés postraumático con base en los criterios de la cuarta edición del Manual Diagnóstico y Estadístico de los Trastornos Mentales (texto revisado), se requiere lo siguiente:
1. La persona ha estado expuesta a un acontecimiento traumático en el que se ha presentado lo siguiente:
  1. la persona ha experimentado, presenciado o le han explicado uno o más acontecimientos caracterizados por muertes o amenazas para su integridad física o la de los demás
  2. la persona ha respondido con temor, desesperanza u horror intensos. En los niños estas respuestas pueden expresarse mediante comportamientos desestructurados o agitados
2. El acontecimiento traumático es reexperimentado persistentemente a través de una o más de las siguientes formas:
  1. recuerdos del acontecimiento recurrentes e intrusos que provocan malestar y en los que se incluyen imágenes, pensamientos o percepciones. En los niños pequeños esto puede expresarse en juegos repetitivos donde aparecen temas o aspectos característicos del trauma
  2. sueños de carácter recurrente sobre el acontecimiento. En los niños puede haber sueños terroríficos de contenido irreconocible
  3. el individuo actúa o tiene la sensación de que el acontecimiento traumático está ocurriendo. Se incluyen la sensación de revivir la experiencia, ilusiones, alucinaciones y flashbacks. Los niños pequeños pueden reescenificar el acontecimiento traumático específico
  4. malestar psicológico intenso al exponerse a estímulos internos o externos que simbolizan o recuerdan un aspecto del acontecimiento traumático
  5. respuestas fisiológicas al exponerse a estímulos internos o externos que simbolizan o recuerdan un aspecto del acontecimiento traumático
3. Evitación persistente de estímulos asociados al trauma y embotamiento de la reactividad general del individuo, tal y como indican tres o más de los siguientes síntomas:
  1. esfuerzos para evitar pensamientos, sentimientos o conversaciones sobre el suceso traumático
  2. mecanismo de disociación psíquica que es una alteración temporal de las funciones de integración de la conciencia que separa el acontecimiento traumático ocurrido de los sentimientos generados por este para sentir como si eso le hubiera pasado a otro
  3. mecanismo de evitación que puede producir la amnesia total o parcial de un aspecto puntual del acontecimiento traumático
  4. embotamiento psíquico de la capacidad de respuesta del individuo por el temor, la desesperanza o el horror
  5. esfuerzos para evitar actividades, lugares o personas que motivan recuerdos del trauma
  6. incapacidad para recordar un aspecto importante del trauma
  7. reducción acusada del interés, la participación en actividades significativas y la disminución de la reactividad al mundo exterior, denominada «anestesia emocional»
  8. sensación de desapego o enajenación frente a los demás
  9. restricción de la vida afectiva y disminución de la capacidad para sentir emociones, especialmente las que hacen referencia a la intimidad, ternura y sexualidad en aquellos que han sido víctimas de un trauma sexual
  10. sensación de un futuro desolador, pesimismo
4. Síntomas persistentes de aumento de la activación, tal y como indican dos o más de los siguientes síntomas:
  1. insomnio de conciliación o de mantenimiento
  2. irritabilidad o ataques de ira
  3. dificultades para concentrarse
  4. hipervigilancia
  5. sobresaltos
  6. síntomas de ansiedad o aumento de la activación (arousal) que no existían antes del trauma

El tiempo mínimo de evolución de los síntomas es de un mes. Las alteraciones provocan malestar clínico significativo o deterioro social, laboral o de otras áreas importantes de la actividad del individuo. El trastorno es agudo si los síntomas persisten menos de tres meses. Su prolongación hará que se considere crónico. En los casos en los cuales los síntomas se inician después de seis meses de padecido el evento traumático, se considerará de inicio demorado.
A diferencia del DSM IV TR los criterios diagnósticos de investigación de la CIE-10 no establecen una duración mínima de los síntomas y no se consideran indispensables los síntomas por aumento de la activación, pudiendo ser sustituidos por la incapacidad de recordar aspectos importantes que generaron el trauma.

### Escalas de evaluación del TEPT
Existen una serie de instrumentos para valorar el TEPT, una de ellas es la EGS-R: Escala de Gravedad de Síntomas Revisada del Trastorno de Estrés Postraumático (TEPT). Esta escala está basada en los criterios de diagnóstico del DSM-5, la de 21 ítems, es una escala heteroaplicada que se utiliza para medir la intensidad de los síntomas asociados con esta afección clínica. Está estructurada en un formato tipo Likert de 0 a 3 según la frecuencia e intensidad de los síntomas. Valora los síntomas de:
- Reexperimentación (rango de 0 a 15 puntos), 5 preguntas
- Evitación conductual/cognitiva (rango de 0 a 9 puntos), 3 preguntas
- alteraciones cognitivas y estado de ánimo negativo (rango de 0 a 21 puntos)
- Síntomas de aumento de la activación y reactividad psicofisiológica (rango de 0 a 18 puntos), se preguntas.

Se considera un síntoma presente cuando se puntúa, al menos, con dos puntos en el ítem correspondiente. El rango de la escala global oscila de 0 a 63 puntos. Además de los síntomas nucleares del TEPT, se han añadido cuatro ítems destinados a evaluar de forma complementaria la presencia de síntomas disociativos por la importancia que se concede a estos síntomas en el DSM-5 y seis ítems para valorar el grado de afectación o disfuncionalidad relacionado con el suceso tramático. Esta escala supone una versión modificada y actualizada de la EGS, que mostraba unas buenas propiedades psicométricas.

## Críticas y nuevas propuestas diagnósticas más eficaces
Los diagnósticos oficiales existentes en las clasificaciones de mayor uso a nivel internacional (DSM y CIE) no incluyen una categoría que represente adecuadamente las múltiples consecuencias de la exposición crónica al trauma interpersonal temprano. Sin embargo, los clínicos que atienden tanto a adultos como a niños y adolescentes desde una perspectiva psicotraumatológica, notan que la profusión de síntomas de sus pacientes supera cualquier diagnóstico existente.
Un equipo de académicos liderado por el Dr. Bessel van der Kolk, presentó al Field Trial del DSM-V para la inclusión de un nuevo diagnóstico que podría echar luz a la complejidad de las presentaciones de niños expuestos a trauma crónico, el Trastorno Traumático del Desarrollo (TTD) que ha sido impulsado y avalado mundialmente por instituciones de adopción y acogimiento familiar, ya que han encontrado una mejor diagnosis y prognosis de niñas, niños y adolescentes viviendo en centros de asistencia social o en procesos de adaptabilidad.

## Epidemiología
El TEPT (trastorno por estrés postraumático) ha sido asociado a multitud de hechos traumáticos de diversa índole:
- Catástrofes naturales: terremotos, tsunamis, huracanes, incendios, erupciones volcánicas, deslizamientos de tierra, inundaciones, etc.
- Tragedias provocadas por la mano del hombre: guerras; atentados terroristas; asesinatos; agresiones físicas violentas; tortura; secuestro; diversas formas de abuso sexual; distintas formas de maltrato psicológico o emocional como el acoso laboral (mobbing)[20] y el acoso escolar (bullying).
- Accidentes y enfermedades: caídas, golpes, ahogamientos, atragantamientos; accidentes automovilísticos, aéreos, ferroviarios o navales (naufragio); derrumbamientos, explosiones, incendios; infartos repentinos,[21] muertes violentas de algún familiar, etc.

La prevalencia del trastorno por estrés postraumático tiene una relación directa con el grado de exposición a eventos estresantes traumáticos como los anteriormente descritos. Las personas pertenecientes a los grupos afectados pueden presentar TEPT en porcentajes de, al menos, un 15 %.
Suele aparecer en sujetos que han ido al frente en la guerra o que han sido prisioneros de guerra, que han sido víctimas del bullying durante varios años consecutivos, que han estado expuestos a ataques personales como asalto o violación, que han sido secuestrados o tomados como rehenes, que han sido torturados o han estado en campos de concentración, que han participado en accidentes automovilísticos (siendo el accidentado o habiendo sido testigos de la amputación de otra persona), que han presenciado un asesinato, que han visto cuerpos fragmentados en accidentes o en explosiones de bombas o trenes y que han presenciado o han sido víctimas directas de actos terroristas.
En los niños, las experiencias sexuales inapropiadas para la edad (aunque no haya habido violencia o daño físico real, sino solo abuso) se incluyen entre los acontecimientos traumáticos que provocan el TEPT.
Cuando el agente estresante es obra de otro ser humano el trastorno es de mucha mayor gravedad que cuando es producto de un acontecimiento natural.

## Sintomatología
El TEPT está compuesta por la tríada clínica de evitación, fenómenos invasores y respuesta de hiperalerta.
Reexperimentar los síntomas sufridos durante el episodio traumático es incontrolable. Por ello, para intentar reducir o eliminar su aparición se manifiestan las conductas de evitación. La respuesta del individuo ante estímulos disminuye, como la capacidad de formular emociones (embotamiento emocional) que puede equivocarse con el desinterés de determinados cuadros depresivos. Requiere precisar el recuerdo del hecho traumático para establecer si existe alguna modalidad de amnesia que se interprete como manifestación disociativa. Distintos fenómenos disociativos pueden aparecer como reacción aguda al suceso traumático.
Habría que mencionar que estímulos neutros pueden variar en estímulos amenazadores reaccionando el individuo con síntomas propios.

## Etiología
El trauma es la incapacidad de un sujeto para responder adecuadamente a la intensidad de un aflujo de excitaciones demasiado excesivo para su psiquismo producido por determinado acontecimiento experimentado.
El bloqueo de la actividad motriz externa (imposibilidad de reaccionar) aumenta la posibilidad del estrés postraumático. La función del yo es evitar estos estados traumáticos, tamizar y organizar la excitación recibida descargándola motrizmente o ligándola a pensamientos y palabras.
Esto es posible debido a la capacidad del yo para anticipar en su fantasía lo que va a ocurrir e ir preparándose para el futuro. Los hechos que no han sido anticipados y que son experimentados de una manera violenta e intrusiva originan grandes cantidades de excitación no controlada que las vuelven abrumadoras para el psiquismo. Esta excitación es excesiva en relación con la tolerancia del sujeto y su capacidad para controlarla y elaborarla psíquicamente.
El trastorno por estrés postraumático es generado por los efectos patógenos duraderos que este incidente traumático provoca en toda la organización psíquica. Las probabilidades que tiene un incidente de producir un trastorno por estrés postraumático se hallan directamente relacionadas con su carácter de imprevisto.
El principal síntoma es el bloqueo o disminución de las funciones del yo y esto es lo que trae como consecuencia todos los demás síntomas. Este bloqueo se explica por la concentración de toda la energía psíquica disponible por el psiquismo en una sola tarea: el intento de controlar la abrumadora excitación psíquica invasora. La urgencia de esta tarea hace que todas las demás funciones yoicas queden relegadas, la emergencia domina completamente al sujeto. Eso genera toda clase de mecanismos de defensa del yo y de fenómenos regresivos.
Casi todos los síntomas del trastorno por estrés postraumático son producto del bloqueo de las funciones perceptivas del yo: el embotamiento psíquico, la amnesia total o parcial, la reducción acusada del interés, la disminución de la capacidad para sentir emociones, las dificultades para concentrarse, el insomnio, la irritabilidad y la disociación psíquica.
El TEPT puede o no desarrollarse en una persona que ha estado expuesta a un acontecimiento traumático dependiendo de factores predisponentes individuales (vulnerabilidad) y de la naturaleza del evento traumático. A más traumático el acontecimiento, más probabilidades de que se origine, y a menos vulnerabilidad individual previa menos probabilidades de generarlo.
Entre los factores que contribuyen a su desarrollo están:
- La extensión en que el evento traumático afecta la vida íntima y personal del afectado.
- La duración del evento.
- El grado de vulnerabilidad ante la maldad humana: el TEPT es más probable que ocurra en eventos provocados por la mano del hombre que ante eventos naturales.

## Tratamiento
Los objetivos del tratamiento del TEPT (trastorno por estrés postraumático), van dirigidos a disminuir los síntomas, prevenir complicaciones crónicas y posibilitar una rehabilitación social y ocupacional.
El tratamiento recomendado actualmente para el TEPT incluye tres aspectos fundamentales: psicoeducación por los médicos de atención primaria durante las dos o tres primeras semanas tras la exposición al trauma, tratamiento psicológico y tratamiento farmacológico por los especialistas adecuados, sobre todo cuando tras este tiempo el paciente permanece muy angustiado, incapacitado funcionalmente, o aislado socialmente.

### Tratamiento farmacológico
El manejo farmacológico dependerá de los síntomas predominantes, a juicio del médico psiquiatra que trate al paciente. Entre los medicamentos utilizados se cuentan los antidepresivos, ansiolíticos y estabilizadores del ánimo, entre otros. En algunos casos, también pueden utilizarse los antipsicóticos. El tratamiento farmacológico no debe ser usado como tratamiento rutinario de primera línea, debe considerarse un complemento a los tratamientos psicológicos. Los antidepresivos más comunes en el tratamiento del TEPT son la fluoxetina, paroxetina, sertralina, venlafaxina o trazodona, entre otros. Entre los ansiolíticos más comunes se encuentran las benzodiazepinas, como el diazepam o el lorazepam, con el inconveniente de que causan dependencia. También es común usar medicamentos primariamente utilizados para la epilepsia y el dolor neuropático, como la gabapentina o la pregabalina, u otros para la hipertensión como el propranolol. Entre los antipsicóticos más utilizados se encuentran el aripiprazol o la quetiapina. La prazosina ha demostrado eficacia para las alteraciones del sueño.

### Terapia cognitivo-conductual
El NICE (National Institute for Clinical Excelence, 2005) añade la Terapia cognitivo-conductual centrada en el trauma. También son de gran utilidad las terapias de grupo y de familia, y los grupos de autoayuda. La terapia cognitivo-conductual centrada en el trauma es una variante de la Terapia cognitivo-conductual que incluye varias técnicas para ayudar al paciente a superar un evento traumático. Es una combinación de la terapia cognitiva que tiene como objetivo cambiar la forma en la que el paciente piensa y la terapia conductual que tiene como objetivo cambiar la forma en la que el paciente actúa. La Terapia cognitivo-conductual centrada en el trauma ayuda al paciente a que acepte un trauma mediante la exposición a los recuerdos del evento. Estas intervenciones deben basarse en un manual validado, ofrecer en torno a 8-12 sesiones (y ampliar según la gravedad del caso), ser dirigidas por profesionales entrenados y bajo supervisión continua y deben incluir: la psicoeducación sobre las reacciones traumáticas, las estrategias para controlar la hiperactivación, los flashbacks y la planificación de ambientes seguros, el procesamiento y elaboración de los recuerdos traumáticos, el procesamiento de emociones relacionas con el trauma, incluida la vergüenza, ira, culpa y duelo, la reestructuración de los significados relacionados con el trauma vivido por el individuo, el entrenamiento en estrategias para superar las conductas de evitación, adoptar un enfoque para restablecer el funcionamiento adaptativo, contemplar la preparación para el final del tratamiento e incluir sesiones de refuerzo en caso necesario, antes fechas significativas. Estas intervenciones de la Terapia cognitivo-conductual incluyen:
- Terapia de procesamiento cognitivo
- Terapia cognitiva para el TEPT
- Terapia de exposición narrativa y expositiva
- Terapia de exposición prolongada

Otro método novedoso dentro de las psicoterapias es el uso de realidad virtual. Entra dentro de las Terapias de exposición, consiste en exponer de manera gradual al paciente para lograr el procesamiento emocional, mediante la simulación que proporciona la realidad virtual. El Instituto de Investigación e Innovación en Bioingeniería (I3B) posee una larga trayectoria de investigación en el diseño de entornos y tecnologías de realidad virtual y aumentada, y en su aplicación a muy diversos ámbitos de la experiencia humana, entre otros, a la psicología clínica. A partir de este conocimiento, el I3B ha desarrollado para la empresa INDRA una solución para el tratamiento del TEPT de aplicación para personas que han sufrido acontecimientos violentos, como las víctimas de violencia de género. El sistema permite diseñar y modificar el escenario para reflejar los cambios en el estado anímico de los pacientes, o el paso del tiempo, y utiliza objetos y símbolos que representan el trauma y permite elaborar un libro de la vida que el propio paciente va escribiendo con el fin de facilitar el proceso de cambio.

### EMDR
La desensibilización y reprocesamiento por movimientos oculares (EMDR), añadida a la lista del NICE, es un tipo de psicoterapia individual centrada en el trauma. Tiene como objetivo ayudar al paciente a reprocesar los recuerdos de un evento traumático. La terapia incluye sacar a la luz imágenes angustiantes relacionadas con el trauma, creencias y sensaciones físicas, mientras el terapeuta guía los movimientos oculares de un lado al otro. Se identifican las opiniones positivas de los recuerdos del trauma con la intención de reemplazar los que causan problemas. Al procesar esas experiencias, puede obtener el alivio de los síntomas del TEPT. Generalmente, la EMDR incluye de 1 a 3 meses de sesiones semanales de 50 a 90 minutos. 
Si bien esta metodología está avalada por la APA, mantiene la advertencia de ser controvertida, ya que existen sospechas de que el movimiento ocular o tapping es una adición superflua a un tratamiento clásico de exposición. Se han encontrado efectos positivos más allá que no hacer nada o incluso una escucha activa del relato del paciente, pero no se han encontrado efectos diferentes de la terapia cognitivo-conductual tradicional.

### Estimulación del nervio vago (ENV)
La estimulación del nervio vago (ENV) es una técnica que consiste en enviar impulsos eléctricos suaves al nervio vago, uno de los nervios más largos e importantes del cuerpo. Este nervio juega un papel crucial en funciones como la respiración, el ritmo cardíaco, la digestión y la regulación emocional. Forma parte del sistema nervioso parasimpático, que es el encargado de ayudarnos a relajarnos después del estrés. Estimular este nervio puede ayudar a calmar el cuerpo y la mente, lo que ha llevado a su uso en el tratamiento de varias condiciones médicas.
Originalmente, la ENV se aprobó para tratar la epilepsia resistente a medicamentos. Con el tiempo, su uso se ha ampliado a otras afecciones como la depresión resistente, las migrañas, las cefaleas en racimo y la recuperación tras un ictus. Recientemente, los investigadores están explorando su eficacia para tratar el trastorno de estrés postraumático (TEPT).
Una de las innovaciones más prometedoras es la estimulación transcutánea del nervio vago (tcVNS), que es una forma no invasiva del tratamiento. En lugar de implantar quirúrgicamente un dispositivo, se utiliza un aparato portátil que se aplica sobre la piel del cuello o la oreja. Este método es indoloro, fácil de usar y no requiere cirugía, lo que lo convierte en una opción accesible para muchas personas. Dispositivos como el gammaCore han sido reconocidos por la FDA de EE.UU. como «dispositivos innovadores» para el tratamiento del TEPT, aunque todavía no están aprobados por completo para este fin.
Los estudios han mostrado resultados alentadores. Por ejemplo, personas con TEPT que usaron tcVNS durante varios meses experimentaron una reducción significativa de los síntomas (hasta un 31 % en algunos casos), mejor sueño y menor inflamación relacionada con el estrés. También se observó una disminución en la actividad excesiva del sistema nervioso simpático (el responsable de la respuesta de lucha o huida), que suele estar desregulado en el TEPT. Esto sugiere que la ENV puede ayudar a restaurar el equilibrio del sistema nervioso y reducir la reactividad emocional intensa.
Se considera un tratamiento complementario que puede usarse junto con la terapia psicológica y los medicamentos. De hecho, hay personas que no toleran bien la terapia de exposición o que no responden a los fármacos, y para ellas la ENV puede ser una herramienta adicional muy valiosa.
Un aspecto prometedor de esta tecnología es su perfil de seguridad: los efectos secundarios son mínimos o inexistentes. Muchos seguros privados no cubren todavía estos dispositivos para el tratamiento del TEPT, aunque algunos centros como los hospitales de veteranos en EE.UU. ya los utilizan.

### Otras
Según esta teoría, en el momento del hecho traumático, el afecto se reprime y se transforma en angustia, ansiedad y todos los síntomas del TEPT. El hecho traumático deja al sujeto sin palabras, en estado de choque. La catarsis permite al enfermo recordar y objetivar verbalmente el acontecimiento traumático liberándolo así del excesivo afecto que lo convertía en patógeno. Cuando el afecto y la verbalización del recuerdo irrumpen al mismo tiempo en la conciencia se produce la abreacción, libera el afecto ligado al recuerdo del trauma que anula sus efectos patógenos. El recuerdo antes reprimido, puede ser integrado ahora en una serie asociativa que permita la corrección del acontecimiento en la memoria del sujeto y desaparecen los síntomas por medio del uso de la palabra.
La psicoterapia psicodélica con la sustancia MDMA está siendo estudiada para el tratamiento del trastorno por estrés postraumático.